# Tirumala Deva Raya
Tirumala Deva Raya (... – 1578) fu il primo re incoronato dell'Impero Vijayanagara appartenente alla Dinastia Aravidu.
Era il fratello del Aliya Rama Raya e genero di Krishna Deva Raya. Quando Rama Raya venne ucciso nella battaglia di Talikota nel 1565 Tirumala Deva Raua fuggì dalla capitale prendendo con sé la famiglia reale e il principe ereditario Sadasiva Raya.
Dopo alcuni anni di crisi, riuscì a ristabilire il potere nella città di Penukonda, nell'odierno Andhra Pradesh. Durante questo periodo i Nayaka di Madurai e Gingee dichiararono l'indipendenza, mentre altri si ribellarono all'autorità di Tirumala Deva Raya.
Nel 1567 subì un altro attacco da parte del sultano di Bijapur; ma riuscì a sconfiggerlo, riconquistando alcuni territori. Tirumala Deva Raya riuscì ad approvare un nuovo statuto per i Nayak meridionali, facendosi pagare dei tributi e mantenendo Tirumala come imperatore.
Tirumala Deva Raya riuscì a mantenere la maggior parte dei vecchi territori di Vijaynagara. Nel 1570 divise il Vicereame tra i suoi tre figli: Sriranga I a Penukonda responsabile della regione dei telugu, Rama (padre di Sriranga II) a Sritrangapatna responsabile della regione dei kannaḍa, e Venkatapathi (Venkata II) a Chandragiri responsabile della regione tamil. Penukonda fu la capitale dell'impero. Il re morì nel 1578.